# 룩응안현
룩응안현(베트남어: Huyện Lục Ngạn / 縣陆岸)은 베트남 동북부 지방 박장성의 9개의 현 중 하나이다. 2003년을 기준으로 이 지역의 인구는 195,989명이다.  이 현의 면적은 1,012 km2이며, 현도는 쭈 시진에 있다.

## 행정 구역
룩응안현은 1개의 시진과 28개의 사를 관할하고 있다.

### 시진
- 쭈 시진（Thị trấn Chũ, 周市鎭)

### 사
- 비엔동 사 (Xã Biển Động, 版洞社)
- 비엔선 사 (Xã Biên Sơn, 邊山社)
- 껌선 사 (Xã Cấm Sơn, 禁山社)
- 데오자 사 (Xã Đèo Gia, 條嘉社)
- 동꼭 사 (Xã Đồng Cốc, 同谷社)
- 잡선 사 (Xã Giáp Sơn, 甲山社)
- 호아답 사 (Xã Hộ Đáp, 護答社)
- 홍장 사 (Xã Hồng Giang, 紅江社)
- 끼엔라오 사 (Xã Kiên Lao, 堅牢社)
- 끼엔타인 사 (Xã Kiên Thành, 堅城社)
- 낌선 사 (Xã Kim Sơn, 金山社)
- 미안 사 (Xã Mỹ An, 美安社)
- 남즈엉 사 (Xã  Nam Dương, 南陽社)
- 피디엔 사 (Xã Phì Điền, 肥田社)
- 퐁민 사 (Xã Phong Minh, 豊鳴社)
- 퐁번 사 (Xã Phong Vân, 豊雲社)
- 푸뉴언사 (Xã Phú Nhuận, 富润社)
- 프엉선 사 (Xã Phượng Sơn, 風山社)
- 꾸이선 사 (Xã Quý Sơn, 貴山社)
- 사리 사 (Xã Sa Lý, 車里社)
- 선하이 사 (Xã Sơn Hải, 山海社)
- 떤호아 사 (Xã Tân Hoa, 新花社)
- 떤럽 사 (Xã Tân Lập, 新立社)
- 떤목 사 (Xã Tân Mộc, 新木社)
- 떤꽝사 (Xã Tân Quang, 新光社)
- 떤선사 (Xã Tân Sơn, 新山社)
- 타인하이사 (Xã Thanh Hải, 淸海社)
- 쭈흐우사 (Xã Trù Hựu, 住佑社)